# Othon le Trisaïeul
 (décembre 2016).
Si vous disposez d'ouvrages ou d'articles de référence ou si vous connaissez des sites web de qualité traitant du thème abordé ici, merci de compléter l'article en donnant les références utiles à sa vérifiabilité et en les liant à la section « Notes et références ».
Othon le Trisaïeul est le premier tome de la série de bandes dessinées La Caste des Méta-Barons, dont le scénario est écrit par Alexandro Jodorowsky et illustré en dessin par Juan Gimenez. La BD relate l'histoire du premier des Méta-Barons, nommé Othon Von Salza.
Othon Von Salza est un ex-pirate. Ce ne sera qu'après avoir tué par accident son fils Bari et la perte de son sexe qu'il abandonnera les arts martiaux purs, pour créer les premières armes Méta-Baronnique, avec l'argent qu'il a gagné, inaugurant ainsi l'antique tradition.